# 希沃里纳拉延
希沃里纳拉延（Shivrinarayan）是印度切蒂斯格尔邦金杰吉尔-坚巴县的一个城镇。总人口8107（2001年）。

## 人口
该地2001年总人口8107人，其中男性4177人，女性3930人；0—6岁人口1467人，其中男869人，女598人；识字率63.07%，其中男性为72.59%，女性为52.95%。